# Колачо (Лука)
Колачо је насеље у Италији у округу Лука, региону Тоскана.
Према процени из 2011. у насељу је живело 22 становника. Насеље се налази на надморској висини од 550 м.